# Alexander Leslie-Melville, 16. Earl of Leven
Alexander “Sandy” Robert Leslie-Melville, 16. Earl of Leven, 13. Earl of Melville (* 13. Mai 1924 in London; † 7. April 2012 in Glenferness, Nairn) war ein schottisch-britischer Peer, Großgrundbesitzer und Offizier.

## Leben und Karriere
Leslie-Melville war der älteste Sohn des Archibald Leslie-Melville, 15. Earl of Leven, aus dessen Ehe mit Lady Rosamond Foljambe († 1974), Tochter des Cecil Foljambe, 1. Earl of Liverpool. Er besuchte das Eton College, das er 1942 verließ, um Offizier der Coldstream Guards zu werden.
Dort stieg er bis in den Rang eines Captain auf. Er kämpfte im Zweiten Weltkrieg und wurde verwundet.
Er wurde ins Raigmore Hospital gebracht, kehrte aber später in den aktiven Dienst zurück. Leslie-Melville diente noch in Deutschland und Tripolis. Im Rang eines Captains beendete er 1952 seine Dienstzeit, zuletzt war er von 1951 bis 1952 war er Aide-de-camp des Generalgouverneur von Neuseeland.
Von 1961 bis 1969 war er Deputy Lieutenant von Nairn, sowie Lord Lieutenant von 1969 bis 1999. Von 1970 bis 1974 war er Vorsitzender (Chairman) des Nairn County Council. Bei der British Ski and Snowboard Federation (BSSF) war Leslie-Melville von 1981 bis 1985 Präsident. 
In den 1960er Jahren war er außerdem Mitglied des Management Committee des Cairngorm Recreation Trust, sowie in den 1970ern Vorsitzender des Cairngorm Winter Sports Development Trust. Bis 1989 war er Chair of Governors der Gordonstoun School.
Er setzte sich für den Wintersport in den Cairngorms ein und widmete sich dem Familienanwesen in Glenferness. Dieses liegt in der Nähe von Nairn, wo er über 30 Jahre lang die Position eines Queen’s Representative bekleidete.

## Mitgliedschaft im House of Lords
Beim Tod seines Vaters 1947 erbte er dessen Adelstitel als 16. Earl of Leven, 13. Earl of Melville, 13. Viscount of Kirkcaldy, 16. Lord Melville, 16. Lord Balgonie und 13. Lord Raith, Monymaill and Balwearie, sowie den mit den Titeln verbundenen Sitz im House of Lords. Im Parlament schloss er sich der parteilosen Fraktion der Crossbencher an.
Seinen Sitz verlor er durch den House of Lords Act 1999. Zur Wahl für einen der verbliebenen Sitze trat er nicht an. Im Register of Hereditary Peers, die zur Nachwahl zur Verfügung stehen, war er nicht verzeichnet.

## Familie
Leslie-Melville heiratete am 30. April 1953 Susan Steuart-Menzies, die Tochter von Lt Col Ronald Steuart-Menzies, Gutsherr von Arndilly House in Banffshire. Zusammen haben sie drei Kinder, zwei Söhne und eine Tochter.
Sie zogen nach Old Spey Bridge, Grantown, nachdem der ältere Sohn in den 1990er Jahren die Geschäftsführung des Familiensitzes übernommen hatte.
Seine Titel erbte 2012 sein Enkel als Alexander Leslie-Melville, 17. Earl of Leven (* 1984), nachdem der ältere Sohn bereits 2007 gestorben war.